# Bachdenkel
«Bachdenkel» — рідкісний англійський рок-гурт, що грав у жанрі прогресивного та психоделічного року й існував у кінці 1960-х та в 1970-х роках.

## Історія
Гурт почав свою діяльність під назвою «U No Who» в 1968 році. Назва «Bachdenkel» була вигадана за допомогою комп'ютера — інноваційне використання нових технологій в ті дні. Гурт часто виступав у Бірмінгемі з психоделічними рок-музикою і світловими шоу. Згодом музиканти опинилися в Парижі, довгий час знаходячи притулок у революційних митців. Після подій травня 1968, Франція була готова до нових ідей і нової музики, тому англійських рок-гурт був у моді тоді.  У цей час «Bachdenkel» гастролював маленькими майданчиками усеї Європі (в основному Францією). За більш як десять років існування гурт записав два альбоми. Перший альбом «Lemmings» був записаний у 1970 році, але випущений лише 1973 року. Другий альбом під назвою «Сталінград» (кирилицею) був записаний і випущений у 1977 році. Гурт розпався незабаром після виходу альбому.

## Музика
«Bachdenkel» спершу грав у стилі психоделічного року, але розвивався в бік більш симфонічного / мелодійного прогресиву для свого другого альбому. У музиці домінують гітари й барабани, з чудовим вокалом і випадковими уривками клавішних. 
Коли у 1990-х роках відбулося деяке відродження прогресивного року, «Bachdenkel» перевидав свої два альбоми на компакт-дисках з додатковим, в основному, невиданим матеріалом.

### Альбом «Lemmings», 1970

#### Композиції
1. Translation (4:16)
2. Equals (1:52)
3. An Appointment With The Master (5:19)
4. The Settlement Song (11:23)
5. Long Time Living (2:22)
6. Strangerstill (6:56)
7. Come All Ye Faceless (9:06)
8. The Slightest Distance (CD-перевидання 1990) (6:08)
9. Donna (CD-перевидання 1990) (4:16)
10. A Thousand Pages Before (CD-перевидання 1990) (6:32)

Загальний час звучання 58:10

#### Музиканти
- Colin Swinburne / гітара, орган, клавішні інструменти, вокал
- Peter Kimberley / бас-гітара, клавішні інструменти (2), вокал
- Brian Smith / барабани
- Karel Beer / орган (7)

### Альбом «Сталинград», 1977

#### Композиції
1. The Whole World (Looking Over My Shoulder) (3:37)
2. After The Fall (4:27)
3. Seven Times Tomorrow (3:56)
4. For You To Live With Me (3:23)
5. The Tournament (2:52)
6. (It's Always) Easy To Be Hard (4:46)
7. Xenophon (4:51)
8. Ctalingpad (3:30)
9. Stalingrad (4:33)
10. You Lied About Your Age (The Unreleased Singles) (3:11)
11. Ring Of Truth (The Unreleased Singles) (2:55)
12. Sirocco (The Unreleased Singles) (2:58)
13. Ctalingrad (Studio Live) (3:23)
14. After The Fall (Studio Live) (5:35)
15. For You To Live With Me (Studio Live) (4:38)
16. Seven Times Tomorrow (Studio Live) (6:50)
17. Through The Eyes Of A Child (Archives) (4:01)
18. An Appointment With The Master (Archives) (3:39)
19. Bo Bo's Party (Live, Cannes '75, Extract) (6:11)

Загальний час звучання 79:16

#### Музиканти
- Colin Swinburne / гітара, орган, клавішні інструменти
- Peter Kimberley / 6-струнна бас-гітара, клавішні інструменти
- Brian Smith / барабани
- Karel Beer / електрична 12-струнна гітара
- Irv Howray / вокал (7)
- Andy Scott / ARP синтезатор